# Hudelmoos
Das Hudelmoos ist ein Naturschutzgebiet auf dem Gebiet der thurgauischen Gemeinden Zihlschlacht-Sitterdorf und Amriswil sowie der St. Galler Gemeinde Muolen in der Schweiz. Das Hochmoor umfasst 40 ha und besteht aus lichtem Birkenwald, federndem Waldboden mit kleinen Bächen und Weihern und ist von Wanderwegen erschlossen.

## Entstehung
Das Gebiet des Hudelmooses ist eine Moränenlandschaft, die vom Rheingletscher geformt wurde. Nach dem Rückzug der Eismassen bildeten sich an tieferliegenden Stellen kleine Seen, aus denen sich nach Jahrtausenden das Hochmoor entwickelte. Der Name entstand als Bezeichnung im einheimischen Dialekt für ein ertragarmes Moor. Es wurde in früherer Zeit als Allmend der umliegenden Siedlungen genutzt.

## Torfabbau
Von etwa 1750 bis Mitte des 20. Jahrhunderts wurde von den Bewohnern der umliegenden Dörfer (z. B. Räuchlisberg) Torf gestochen, um den vermehrten Energiebedarf zu decken. Dieser wurde zum Heizen der Wohnhäuser – vor allem während der Kriegsjahre – verwendet. Obwohl das Hudelmoos als ertragsarm galt, wurde es von der Bevölkerung intensiv genutzt. «Während die Torfschicht vor dem Abbau sechs Meter dick war, beträgt sie heute noch maximal 1,5 Meter. In vielen Teilen des Gebiets wurde gar bis auf den wasserstauenden Untergrund abgebaut. Die Torfbildung dauert sehr lange – für einen Meter festen Torf braucht es rund 1000 Jahre.» Nach dem Zweiten Weltkrieg überliess man das Gelände wieder der Natur, sodass es sich etwas regenerieren konnte.

## Naturschutzgebiet
Seit 1979 steht das Hudelmoos unter Naturschutz und wurde 1991 in das Bundesinventar für Hoch- und Übergangsmoore aufgenommen. Einige Flächen sind seit 1994 als Flachmoore von nationaler Bedeutung im Bundesinventar verzeichnet. Weil die Amphibien in der Schweiz stark bedroht sind, ist das von Amphibien besiedelte Hudelmoos zudem seit 2001 als national bedeutendes Amphibienlaichgebiet im Inventar des Bundes erfasst. Zum Schutz der Moore sind verschiedene Massnahmen notwendig, damit diese Gebiete nicht verbuschen und verlanden. Insbesondere ist der Wasserhaushalt zu kontrollieren und gegebenenfalls zu Gunsten der Moore zu verbessern.  Heute ist das Hudelmoos ein einmaliges Beispiel von beachtlicher Biodiversität punkto Vögel, Schmetterlinge, Libellen, Gefässpflanzen, Moose und Pilze. Besonders zu erwähnen sind die Hochmoorarten Moosbeere, Rosmarinheide, Sommertau und Kammfarn. Das Moor ist durch Wanderwege zugänglich und wurde zu einem beliebten Naherholungsgebiet.

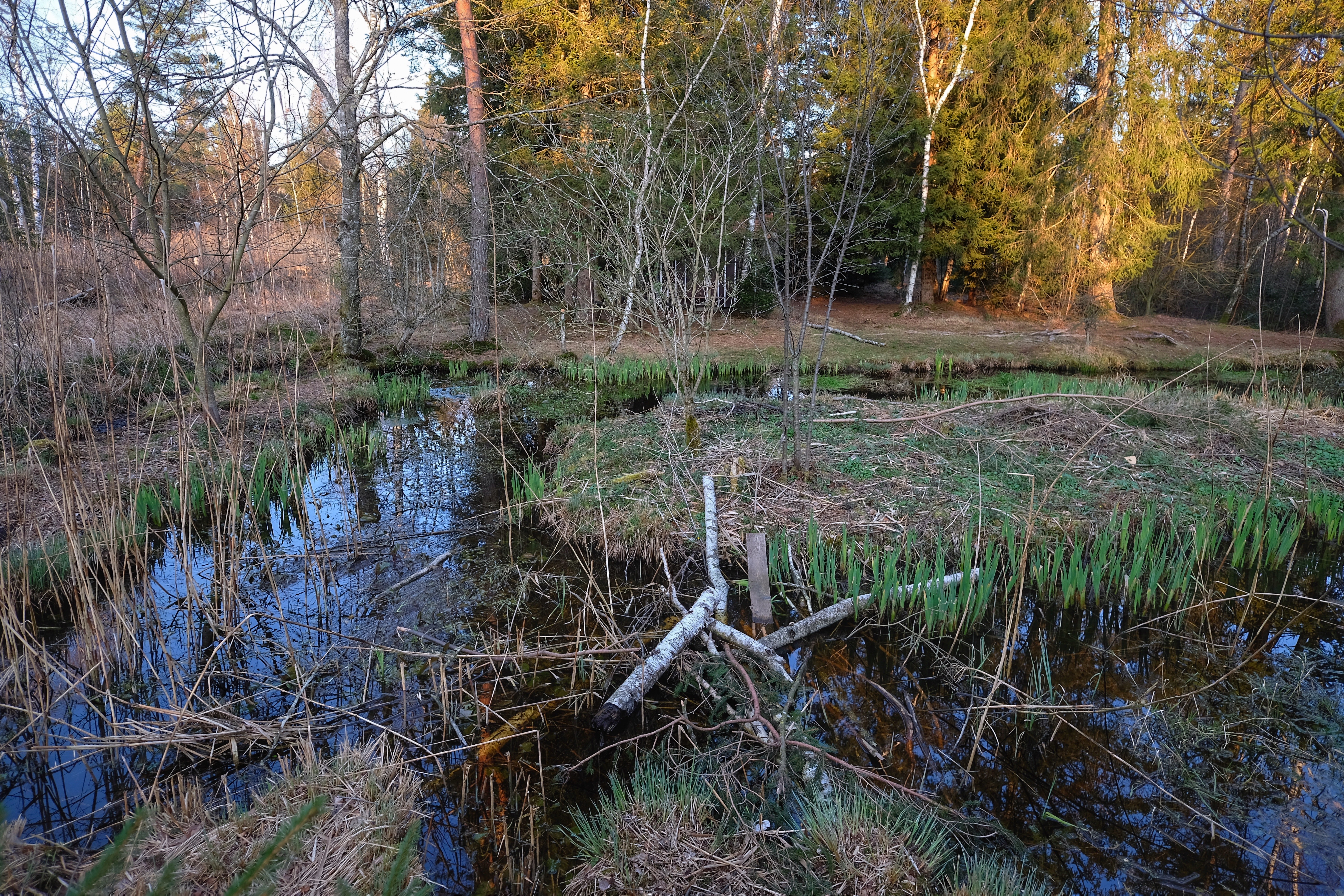
Das Hudelmoos im März
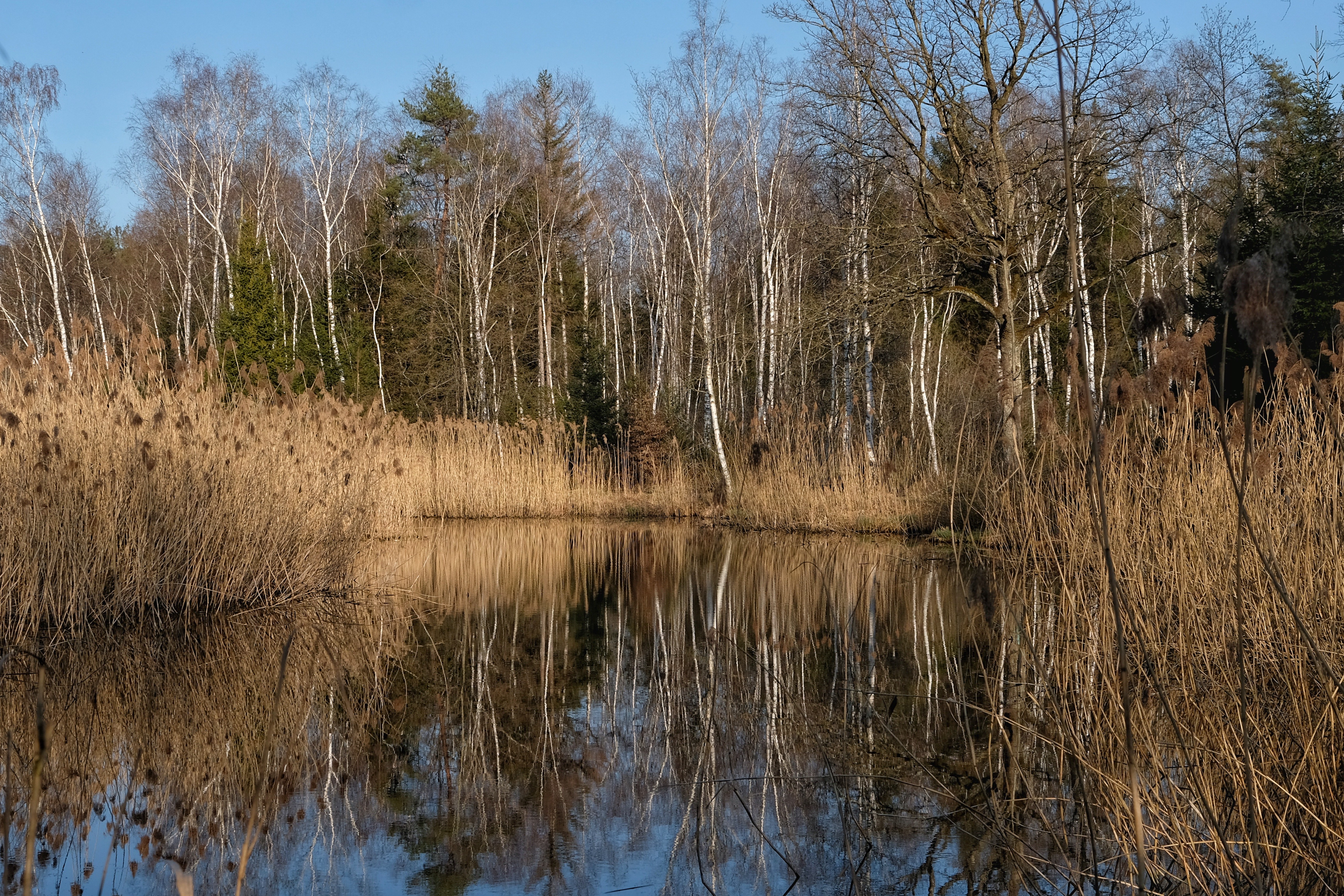
Schilfgürtel
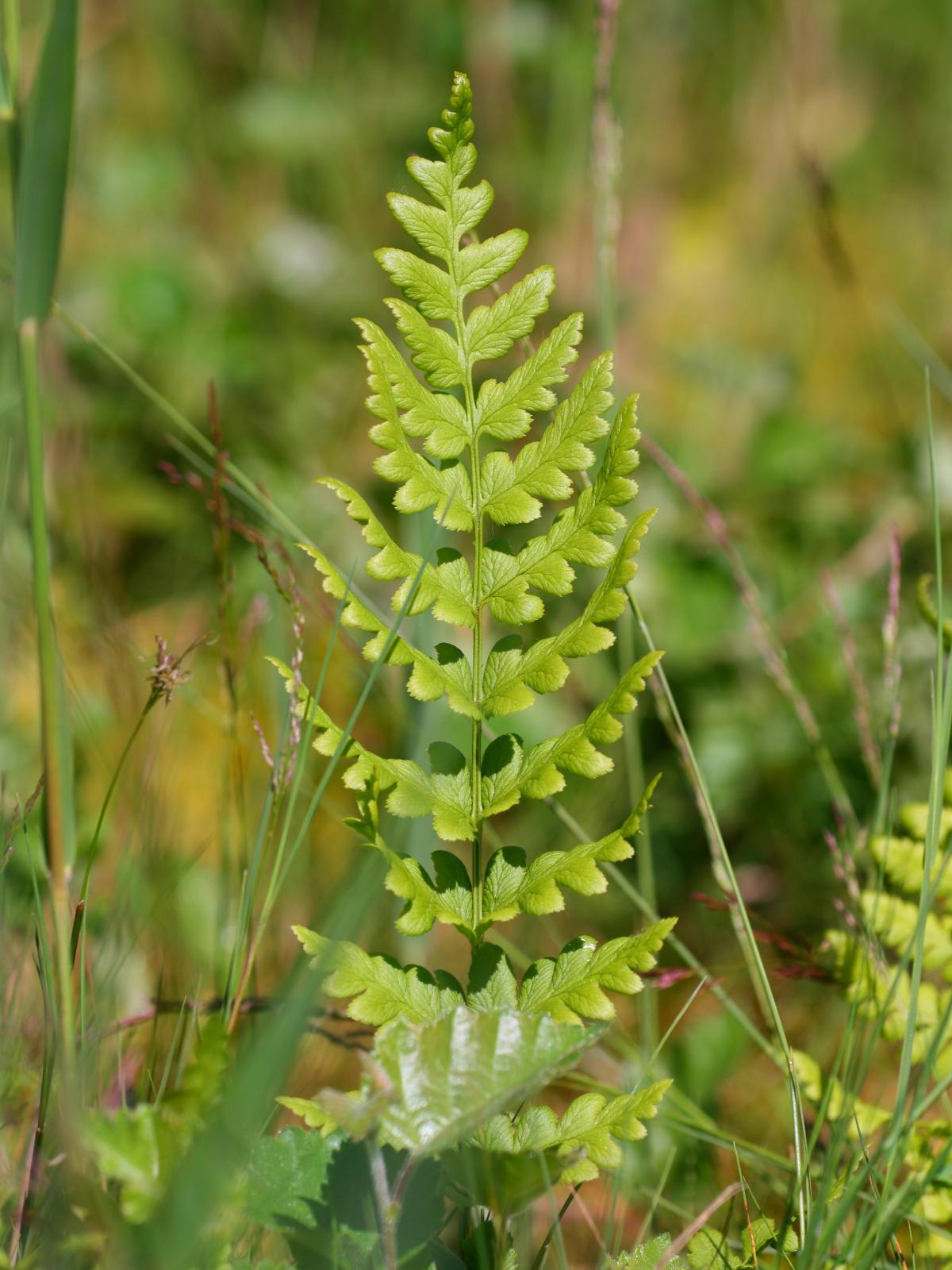
Kammfarn